# セント・レジャー・セント・レジャー (初代ドナラル子爵)
初代ドナラル子爵セント・レジャー・セント・レジャー（英語: St Leger St Leger, 1st Viscount Doneraile、出生名セント・レジャー・アルドワース（St Leger Aldworth）、1715年頃 – 1787年5月15日）は、アイルランド王国の政治家、貴族。

## 生涯
リチャード・アルドワース（Richard Aldworth）とエリザベス・セント・レジャー（初代ドナラル子爵アーサー・セント・レジャーの娘）の息子として生まれた。
1767年、母方の叔父にあたる第4代ドナラル子爵ヘイズ・セント・レジャーの遺産を継承、これにより同年5月9日に姓をセント・レジャーに改めた。
1761年から1776年までドナラル選挙区の代表としてアイルランド庶民院議員を務めた後、1776年8月2日にアイルランド貴族であるコーク県におけるドナラルのドナラル男爵に叙され、1778年1月27日にドナラル男爵としてアイルランド貴族院議員に就任した。さらに1785年6月22日に同じくアイルランド貴族であるコーク県におけるドナラルのドナラル子爵に叙され、1787年2月16日にドナラル子爵としてアイルランド貴族院議員に就任した。その3か月後にあたる1787年5月15日にドナラルで死去、息子ヘイズが爵位を継承した。

## 家族
1752年、メアリー・バリー（Mary Barry、1778年3月3日没、レッドモンド・バリーの娘）と結婚、5男7女をもうけた。
- ヘイズ（1755年 – 1819年） - 第2代ドナラル子爵
- リチャード（1756年7月12日 – 1840年12月30日） - 1779年7月20日、アン・ブレイクニー（Anne Blakeney、1809年7月19日没、チャールズ・ブレイクニーの娘）と結婚、子供あり。1809年10月1日、エリザベス・ブレン（Elizabeth Bullen、1871年4月29日没、ダニエル・ロバート・ブレンの娘）と再婚、子供あり。第5代ドナラル子爵リチャード・セント・レジャーの先祖にあたる
- ジェームズ（1757年10月4日 – 1834年11月22日） - 1809年3月2日、キャサリン・ウィリアムズ（Catherine Williams、1821年3月12日没、トマス・ウィリアムズの娘）と結婚、子供あり
- アーサー（1761年9月5日 – 1823年7月6日）
- バリー・ボイル（Barry Boyle、1768年11月23日 – 1799年11月）
- ヘンリエッタ（1822年没） - ジョン・ゴッドセル（John Godsell）と結婚。1795年、ジョセフ・ライソート（Joseph Lysaght、1799年没、初代ライル男爵ジョン・ライソート（英語版）の息子）と再婚
- エリザベス（1831年没） - ウィリアム・アンズリー・ベイリー（William Annesley Baillie）と結婚
- メアリー（1824年没） - ジョン・ワトキンス（John Watkins）と結婚
- ルイーザ・アン - 1805年7月30日、フランシス・ナイヴェット・レイトン（Francis Knyvett Leighton、1834年11月19日没、フランシス・レイトンの息子）と結婚、子供あり
- キャロライン・キャサリン（1840年2月1日没） - 1802年2月20日、トマス・アルコック（Thomas Alcock）と結婚、子供あり
- シャーロット・セオドシア（1774年3月8日 – 1853年5月12日） - 1799年10月21日、第2代リヴァーズデイル男爵ウィリアム・トンソンと結婚
- ジョージアナ（1818年5月12日没） - 1798年1月15日、パスコー・グレンフェル（英語版）と結婚、子供あり